# Give Up the Ghost
Give Up the Ghost est un groupe de punk hardcore américain, originaire de Boston, dans le Massachusetts. Ils comptent deux albums, un EP et une compilation sous le nom d'American Nightmare.

## Biographie

### Débuts (1998–2004)
Give Up the Ghost est formé en 1998 quand Tim Cossar et Wesley Eisold, alors roadie de Ten Yard Fight, rencontrent Azy Relph et Jesse Van Diest,. Il fait une démo l'année suivante puis un single sorti par Bridge 9 Records avec le nom d'American Nightmare. Après des tournées et des nouveaux line-up, le second titre, The Sun Isn't Getting Any Brighter, est publié.
Son premier album, Background Music, est édité en 2001 par Equal Vision Records. En 2003, le groupe fait face à une bataille juridique avec un groupe du même nom de Philadelphie. Il prend alors simplement les initiales A.N. puis le nom d'American Nothing. Sous la pression de l'autre groupe, les membres optent pour Give Up the Ghost, le nom provisoire du deuxième album. Cet album, We're Down Til We're Underground, voit des chansons plus longues, plus expérimentales, loin du hardcore.

### Séparation et activités (2004–2010)
Le groupe se sépare en juin 2004, le lendemain d'une annulation d'une tournée européenne. Le groupe publie un message parlant de problèmes de santé et personnelles. Mais l'émergence de Give Up the Ghost assure la création d'une scène à Boston au début des années 2000, avec des groupes comme The Suicide File. Les membres forment ou rejoignent d'autres groupes : Cold Cave, Some Girls, Head Automatica, The Hope Conspiracy. Give Up the Ghost revient quand Fall Out Boy reprend des paroles et des accords dans les albums From Under the Cork Tree et Infinity on High.

### Retour (depuis 2011)
Après sept ans de séparation, Give Up the Ghost se reforme pour deux concerts en décembre 2011, à Revere et Los Angeles. Deathwish Inc. réédite les albums Background Music et We're Down Til We're Underground. Les années suivantes, le groupe donne quelques concerts, ainsi que sous son premier nom de American Nightmare,,.

## Discographie

### Albums studio
- 2001 : Background Music
- 2003 : We're Down Til We're Underground

### Singles
- 1999 : 4 Song Demo
- 2000 : American Nightmare
- 2001 : The Sun Isn't Getting Any Brighter
- 2003 : Love American
- 2003 : Live in London